# Festival international de jazz de Montréal
Le Festival international de jazz de Montréal est un festival mettant en vedette des artistes et musiciens surtout issus du jazz, qui se déroule annuellement au mois de juillet à Montréal depuis 1980. Selon l'édition 2004 du Guinness World Records, il est l'un des plus importants festivals de jazz au monde en termes d'affluence. Chaque année, le Festival présente quelque 3 000 artistes venant de plus de 30 pays différents, organise environ 650 concerts (dont 450 se déroulent à ciel ouvert) et attire près de 2 millions de visiteurs.
Le fonds d’archives du Festival international de jazz de Montréal (P945) est conservé au centre BAnQ Vieux-Montréal de Bibliothèque et Archives nationales du Québec.

## Description

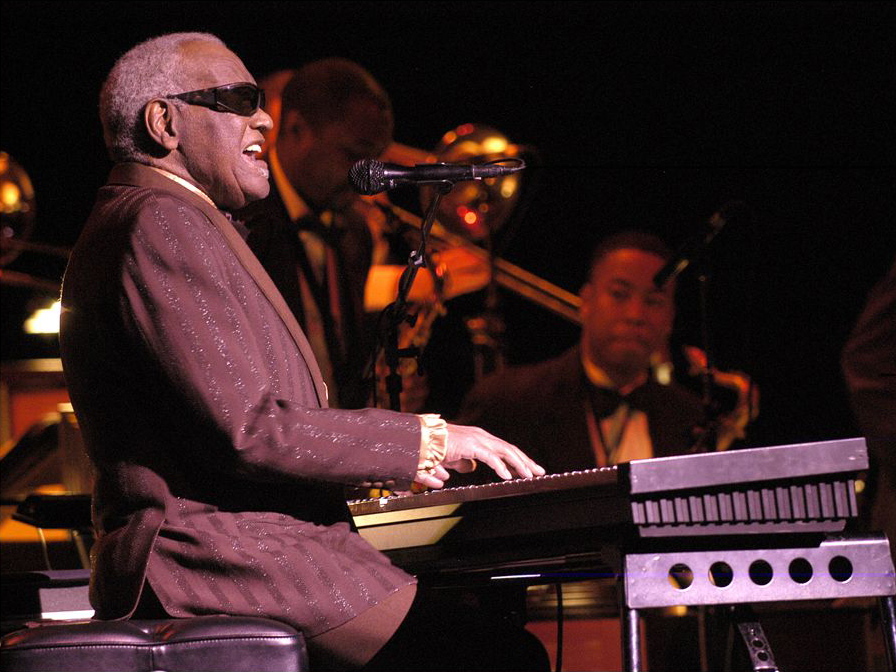
Ray Charles, 2003

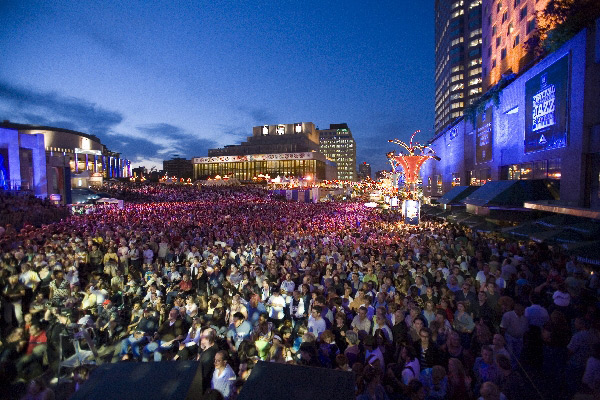
Festival international de jazz de Montréal

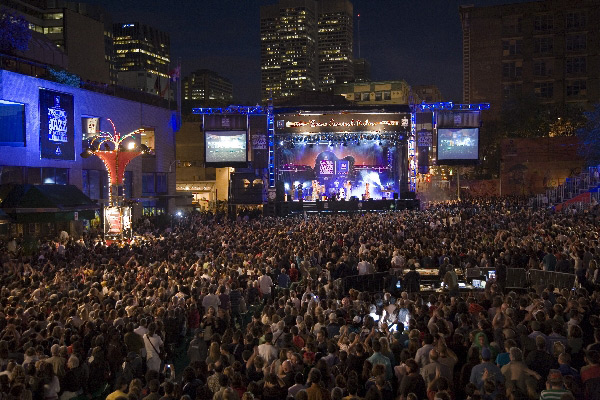
Festival international de jazz de Montréal

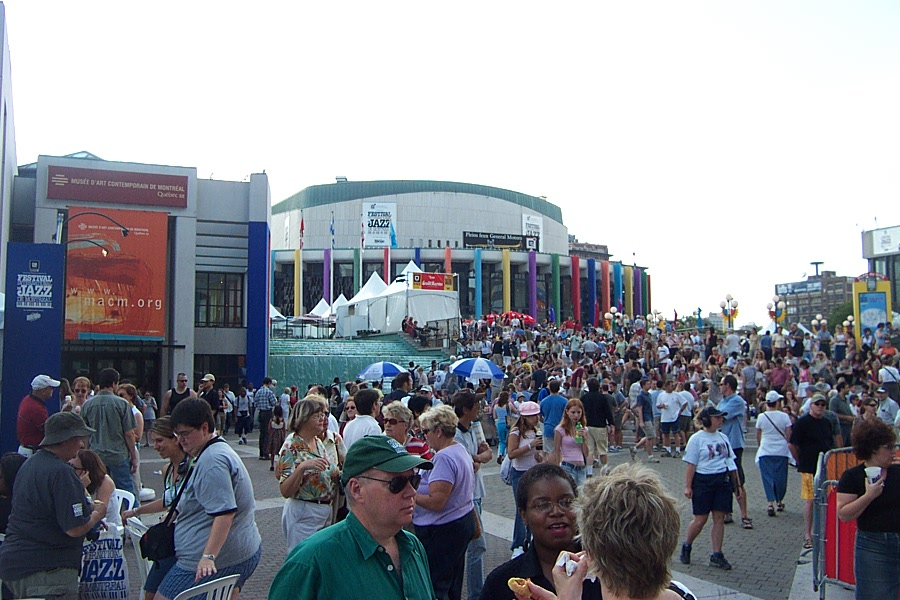
Festival international de jazz de Montréal, à la Place des Arts.

La formule du festival est centrée sur deux types de concert : gratuit (à ciel ouvert) et payant (en salle). Le premier type permet à différents artistes de se faire connaître, tout comme au public d'apprivoiser ceux-ci. Le deuxième type est souvent offert aux artistes les plus réputés ou les plus prometteurs. De grands musiciens préfèrent parfois se produire à l'extérieur pour le plaisir de jouer devant de grandes foules.
Au fil des années, le festival a ajouté des activités périphériques pour attirer de plus en plus de spectateurs : le Grand évènement (sorte de grand-messe musicale), le Parc musical pour enfants, Petite école du jazz (école d'initiation au jazz pour enfants), une galerie d'art (La Galerie Lounge TD), une exposition consacrée à ses Légendes (Expo Bell des Légendes du Festival), un centre de documentation-cinémathèque sur le jazz (Médiathèque Jazz / La Presse+) et Jazz à l'année (série de concerts à l'année).
Ce festival a, entre autres, accueilli Paul Bley, Dave Brubeck, Dee Dee Bridgewater, Jean-Charles Capon, Alain Caron, Chick Corea, Jamie Cullum, Miles Davis, Ella Fitzgerald, Richard Galliano, Keith Jarrett, Dizzy Gillespie, Stéphane Grappelli, Jaco Pastorius, Milton Nascimento, Antônio Carlos Jobim, Oliver Jones, Diana Krall, Oscar Peterson, Wynton Marsalis, Pat Metheny, Youssou N'Dour, João Gilberto, Sonny Rollins, Paul Simon, Patrick Watson, Wayne Shorter, UZEB, The Bad Plus, Susie Arioli, Esbjorn Svensson, Bob Dylan, Stevie Wonder, l'Orchestre national de jazz de Montréal et Prince.

## Historique
Alain Simard, André Ménard et Denyse McCann ont créé ce festival dans le but d'attirer à Montréal les touristes et les amateurs de jazz venant des États-Unis. Au départ, leur projet est vu comme celui d'utopistes, car il ferait concurrence à différents festivals déjà courus et bien établis : le Festival de jazz de Montreux et le Newport Jazz Festival, entre autres.
La première édition de 1979 avorte, faute de fonds. Alain Simard parvient pourtant à présenter quelques spectacles, dont ceux de Keith Jarrett et de Pat Metheny. L'année d'après, grâce au concours d'un animateur de la radio de CBC, Alain De Grosbois, et à la vente d'enregistrements télé à Télé-Québec, le festival voit vraiment le jour à l'Île Sainte-Hélène.
À sa troisième édition, il est perçu comme un événement culturellement important et obtient des commandites pour la première fois. À sa cinquième édition, il est déjà jugé comme l'un des meilleurs festivals de jazz du monde par plusieurs critiques et journalistes.
En 1982, le Festival se déplace dans la rue Saint-Denis et accueille plus de 100 000 spectateurs
En 1987, il survit à une crise financière en obtenant l'appui d'importants partenaires : Alcan et la ville de Montréal. En 1989, il s'établit définitivement autour de la Place des Arts et du Complexe Desjardins. La sollicitation commerciale (par exemple, kiosques de souvenirs) est interdite dans le périmètre réservé.
En 2009, à l'occasion de sa 30e édition, le Festival se déploie sur la nouvelle Place des Festivals, située à l'ouest de la Place des Arts. Le premier concert qui y est organisé est celui de Stevie Wonder qui obtient un vif succès. La même année est inaugurée la Maison du Festival avec un concert d'Oliver Jones.

## Prix
Au fil des ans, le festival a créé neuf prix pour honorer certains musiciens. Par exemple, pour célébrer son 10e anniversaire, le festival a institué le « prix Oscar-Peterson » pour honorer « la qualité de l’art d’un musicien et sa contribution exceptionnelle au développement du jazz canadien » et, pour sa 15e édition, le « prix Miles-Davis » qui honore un artiste international et souligne « sa contribution au renouvellement du genre ». Pour l'occasion, Davis a créé un autoportrait qui fut lithographié à 200 exemplaires, signés de sa main.

## Concours de jazz
Le concours de jazz a lieu depuis 1982.
Appellations successives :
- 1982-1986 : Concours de Jazz
- 1987-1992 : Prix de Jazz Alcan
- 1993-1999 : Prix de Jazz du Maurier
- 2000-2009 : Grand Prix de Jazz General Motors
- 2012- : TD Grand Jazz Award, sponsored by Toronto-Dominion Bank (TD Bank)[11]

Vainqueurs
- 1982 : Michel Donato
- 1983 : Quartz
- 1984 : Lorraine Desmarais Trio
- 1985 : François Bourassa
- 1986 : Jon Ballantyne Trio
- 1987 : Hugh Fraser Quintet
- 1988 : Edmonton Jazz Ensemble
- 1989 : Fifth Avenue
- 1990 : Creatures of Habit
- 1991 : Steve Amirault Trio
- 1992 : James Gelfand Trio
- 1993 : Chelsea Bridge
- 1994 : Normand Guilbeault Ensemble
- 1995 : Jean-François Groulx Trio
- 1996 : Roy Patterson Quartet
- 1997 : Joel Miller Quintet
- 1998 : John Stetch Trio
- 1999 : Chris Mitchell Quintet
- 2000 : Eduardo Pipman Quartet
- 2001 : Nick Ali and Cruzao
- 2002 : Andrew Downing and The Great Uncles of the Revolution
- 2003 : Nancy Walker
- 2004 : Odd Jazz Group
- 2005 : Alex Bellegarde Quartette
- 2006 : David Virelles Quintet
- 2007 : Félix Stüssi and Give Me Five
- 2008 : Arden Arapyan
- 2009 : Amanda Tosoff Quartet
- 2010 : Parc X Trio
- 2011 : Alexandre Côté Quintet
- 2012 : Robi Botos
- 2013 : Hutchinson-Andrew Trio
- 2014 : Pram Trio
- 2015 : Rachel Therrien Quintet
- 2016 : Brad Cheeseman Group
- 2017 : Allison Au Quartet
- 2018: Ben Harper[12]